# Ulica Szewska w Radomiu
Ulica Szewska w Radomiu – ulica w Radomiu w dzielnicy Miasto Kazimierzowskie.
Ulica Szewska biegnie od placu Kazimierza Wielkiego do Rynku. Zaliczana jest do kategorii dróg gminnych. Długość ulicy wynosi około 240 metrów.
Najstarsza wzmianka o ul. Szewskiej pochodzi z 1554. Jednak układ przestrzenny Miasta Kazimierzowskiego został wytyczony już około 1350 w trakcie lokalizacji Nowego Radomia na polecenie Kazimierza Wielkiego. Można więc przypuszczać, że ulica istniała wcześniej niż wzmianka w lustracji z XVI wieku. W przeszłości ulicę zamieszkiwali szewcy, od czego pochodzi jej nazwa. Dawna forma nazwy ulicy brzmiała Szewcka.

## Zabytki
Rejestr zabytków
W rejestrze zabytków Narodowego Instytutu Dziedzictwa znajdują się poniższe obiekty położone przy ulicy Szewskiej:
- nr 6 (Rwańska 3) – dom
- nr 17 (Reja 1) – dom, 1. poł. XIX w.

Gminna ewidencja zabytków
Ponadto w Gminnej Ewidencji Zabytków Miasta Radomia ujęte są budynki:
- nr 5 – dom murowany, ok. 1828
- nr 8 – dom murowany, 1822
- nr 10 – dom murowany, poł. XIX w.
- nr 12 – dom murowany, 1822
- nr 13 – dom murowany, 1. poł. XIX w.
- nr 14 – dom murowany, 1. poł. XIX w.
- nr 15 – dom murowany, 1. ćw. XIX w.
- nr 17 – dom murowany, 1 ćw. XIX w. (1821)
- nr 24 – budynek mieszkalny, XIX w.

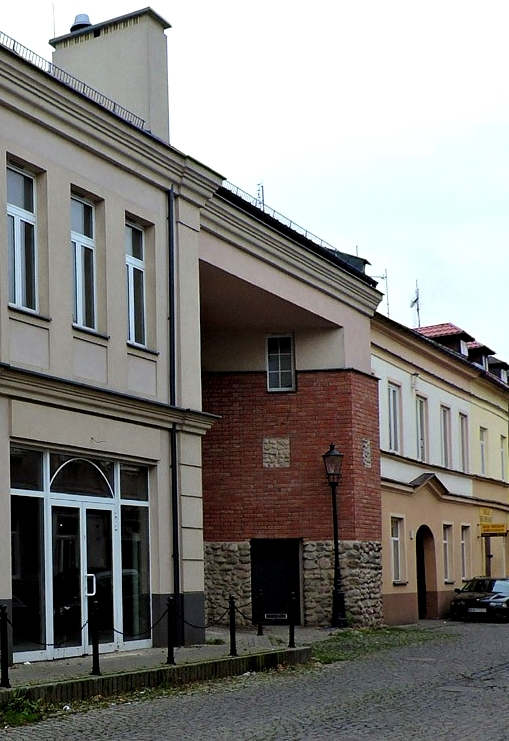
Rekonstrukcja fragmentu murów na ulicy Szewskiej